# Borja Valero
Borja Valero Iglesias (Madrid, 12 gennaio 1985) è un ex calciatore spagnolo, di ruolo centrocampista.

## Caratteristiche tecniche
Era un centrocampista dotato di ottima visione di gioco, la cui versatilità gli permetteva di giocare come mezzala o trequartista; all'occorrenza era in grado di agire anche da mediano davanti alla difesa. Era bravo a recuperare palloni e ad andare in pressing, disponeva di una buona rapidità nel pensare la giocata, dote che gli consentiva di passare bene il pallone anche marcato, negli spazi stretti o in precario equilibrio, e in più cercava spesso il passaggio filtrante. Una delle sue caratteristiche migliori era quella di essere in grado di alleggerire il ritmo del gioco.

## Carriera

### Club

#### Le esperienze in Spagna e in Inghilterra
Cresciuto nelle giovanili del Real Madrid, disputa le sue prime stagioni da professionista nel Real Madrid Castilla, squadra filiale delle merengues. Il 25 ottobre del 2006 debutta in prima squadra subentrando a Javi García nell'incontro di Copa del Rey contro l'Écija Balompié. Nella stessa stagione esordisce in Champions League sostituendo Miguel Ángel Nieto nella trasferta di Kiev contro la Dinamo. A fine anno vincerà da riserva il campionato con le merengues.
Nell'agosto 2007 Valero firma un contratto di cinque anni con il Maiorca; il 9 marzo del 2008 segna il primo gol nella Liga nella gara vinta per 7-1 contro il Recreativo Huelva; il 5 aprile realizza un'altra rete contro la sua ex squadra nell'incontro terminato 1-1.
Il 22 agosto 2008 Valero passa per 4,7 milioni di sterline al West Bromwich, vincitore della Football League Championship, la seconda serie inglese. Il centrocampista firma un contratto di quattro anni con l'opzione per un altro anno con il club di West Bromwich, diventando così l'acquisto più caro della storia del club biancoblu. Debutta quattro giorni dopo nella sconfitta per 3-1 in Coppa di Lega contro l'Hartlepool United.
Valero torna a Maiorca per disputarvi la stagione 2009-2010 in prestito dal West Bromwich Albion. Il 13 settembre, nella prima partita della sua seconda esperienza con la squadra spagnola, realizza il primo gol dell'1-1 contro il Villarreal. Vince, alla fine della Liga, il Premio Don Balón come miglior calciatore spagnolo dell'anno 2009-2010 piazzandosi davanti a Lionel Messi.
Nella stagione successiva passa proprio al Villarreal in prestito con diritto di riscatto. Il 12 settembre del 2010 realizza all'esordio la sua prima rete nella vittoria casalinga per 4-0 contro l'Espanyol. Il 2 luglio 2011 viene riscattato dalla società spagnola, ma l'annata, in cui è autore di 36 presenze e 5 gol in campionato, termina con la retrocessione.

#### Fiorentina

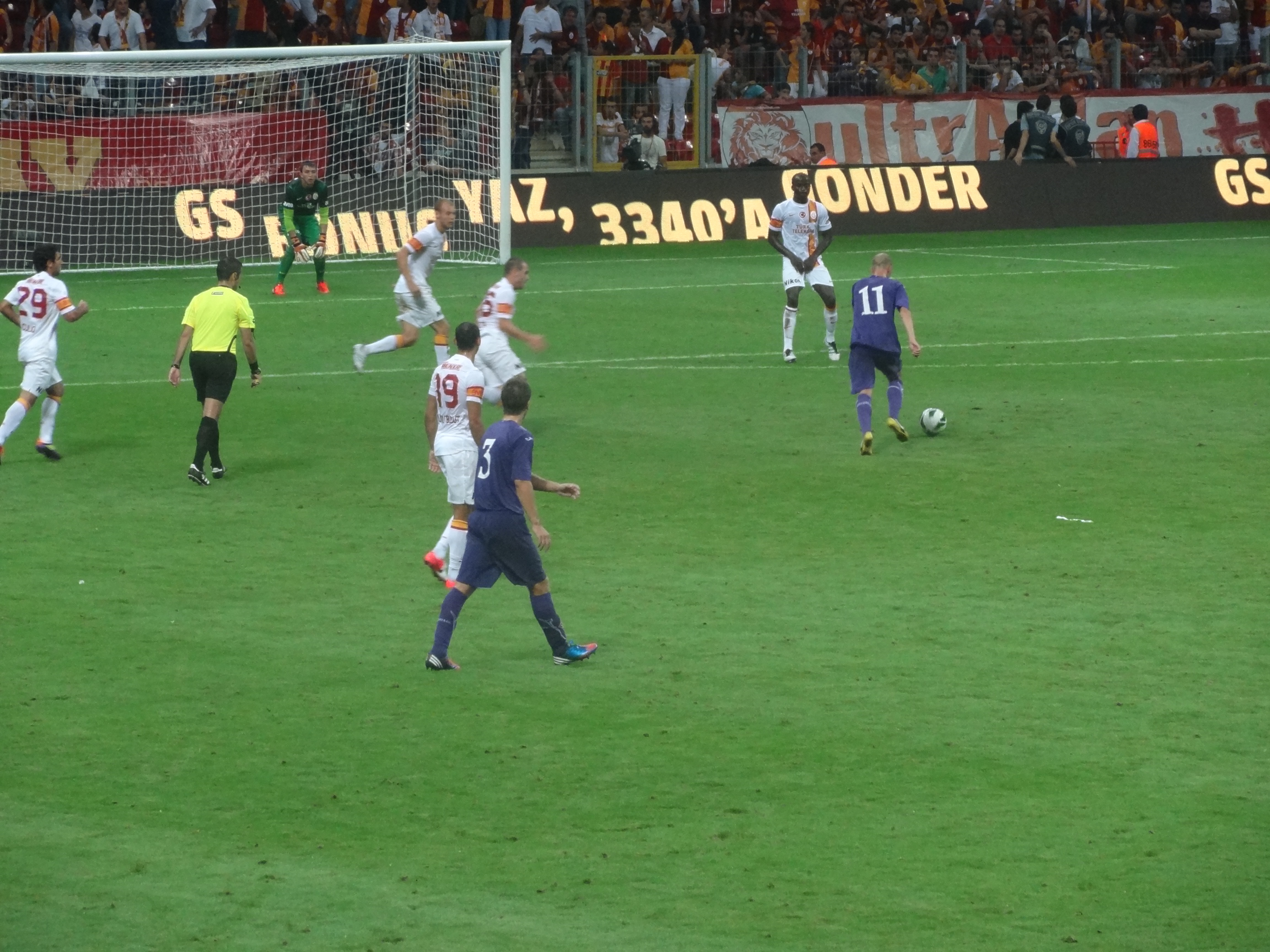
Borja Valero in azione

Il 3 agosto 2012 passa alla Fiorentina per 7 milioni di euro, firmando un contratto quadriennale con opzione sul quinto. Esordisce in Serie A il 25 agosto in Fiorentina-Udinese 2-1, e in pochissimo tempo diventa idolo del popolo viola, per il carisma, la qualità espressa, l'impegno profuso e la costanza di rendimento ad alti livelli. Segna il suo primo gol in maglia viola l'11 novembre nella gara di campionato Milan-Fiorentina 1-3. Segna anche una rete contro l'Udinese valevole per i quarti di Coppa Italia. Al termine della stagione sarà uno dei giocatori della squadra dell'anno 2012-2013 dell'AIC.

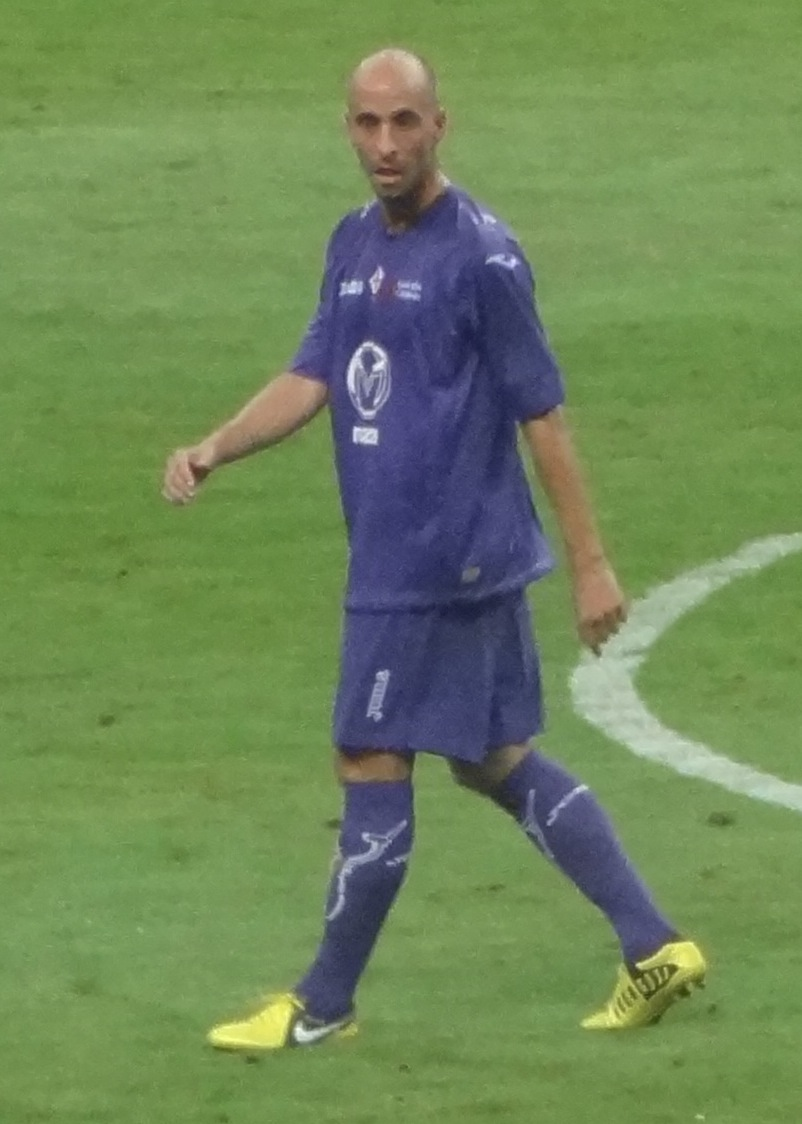
Borja Valero con la viola nel 2012

Il suo primo gol nella stagione successiva arriva nella partita casalinga contro il Cagliari finita poi 1-1. Il primo gol in Europa con la maglia della Fiorentina arriva nella trasferta vinta per 1-2 sul campo del Pandurii nella fase a gironi dell'Europa League. Realizza la sua prima doppietta il 2 dicembre 2013, nella gara interna (vinta 4-3) contro l'Hellas Verona. Nella stessa stagione vince anche il Trofeo "Pallone Viola" 2013, assegnato al migliore calciatore della Fiorentina. Concluderà la stagione con 7 reti realizzate. Viene scelto dalla UEFA anche tra i migliori giocatori di tutta l'Europa League.
Il 15 luglio 2014 in conferenza stampa annuncia di aver rinnovato il contratto con la Fiorentina fino al 30 giugno 2019, dichiarando di voler restare a vita alla Fiorentina reputando un sogno poter vivere tutti i giorni a Firenze. Rimane uno dei punti cardine dello scacchiere di Montella, rendendosi autore di ottime prestazioni fino a raggiungere le semifinali di Europa League dopo la fase iniziale di stagione in cui la critica lo aveva giudicato al di sotto delle sue potenzialità. Come nell'edizione precedente, è presente nella squadra della stagione della UEFA Europa League.
Inizia la stagione 2015-2016 come titolare nella formazione del nuovo allenatore Paulo Sousa, segnando anche una rete nel 3-0 tra Fiorentina e Atalanta. Nel corso dell'autunno ha rinnovato la sua idea di voler chiudere la carriera in maglia viola.

#### Inter
Il 10 luglio 2017, a 32 anni, viene ceduto a titolo definitivo all'Inter per 5,5 milioni di euro. Debutta con la maglia nerazzurra il 20 agosto, nella gara vinta per 3-0 contro la Fiorentina, sua ex squadra. Il 30 ottobre segna il suo primo gol con i meneghini, nella vittoria esterna dell'Inter per 2-1 contro il Verona. Nella prima parte di stagione è il regista titolare della squadra nerazzurra, ma nel nuovo anno perde il posto a vantaggio di Marcelo Brozović e Rafinha.
Dalla stagione successiva ha un ruolo da comprimario nel club nerazzurro, subentrando spesso a gara inoltrata e nei minuti finali. Grazie alla sua notevole esperienza internazionale, trova maggior spazio nelle competizioni europee disputate, dapprima nella fase a gironi della Champions e poi in Europa League.
Nel 2019, con l'arrivo di Antonio Conte come allenatore dell'Inter, lo spazio diminuisce ulteriormente. Torna a giocare in Serie A, infatti, solo alla 13ª giornata, subentrando all'infortunato Nicolò Barella nella trasferta vinta per 3-0 contro il Torino. Dopo quella partita è costretto a giocare spesso per via dei vari infortuni nel centrocampo nerazzurro trovando anche il suo primo gol stagionale  nell'1-1 contro la sua ex squadra, la Fiorentina. Il 14 gennaio 2020, invece, trova il gol in Coppa Italia nel match interno contro il Cagliari, finito 4-1, valevole per gli ottavi di finale della competizione, mentre il 24 giugno seguente va in rete nel 3-3 col Sassuolo. Diventato una preziosa alternativa a Christian Eriksen nello scacchiere di Conte dopo la pausa forzata dovuta all’emergenza COVID-19, in occasione di Inter-Napoli 2-0 del 28 luglio raggiunge le 100 presenze complessive con la maglia dell’Inter.
Quella col Napoli è stata l'ultima presenza con l’Inter per lui, in quanto il 29 agosto annuncia che non prolungherà il contratto.

#### Ritorno a Firenze, ultimi anni
Il 16 settembre 2020 ritorna alla Fiorentina dopo tre anni firmando un contratto annuale. In questa nuova esperienza è relegato a riserva e a novembre supera le 250 presenze in Serie A in occasione della sconfitta per 0-1 contro il Benevento. In tutto con la viola in sei stagioni ha messo insieme 233 presenze e 17 gol.
Il 30 giugno 2021 annuncia il ritiro dal calcio giocato all'età di 36 anni.
Tuttavia, ad agosto torna sui suoi passi decidendo di accettare la proposta del Centro Storico Lebowski, compagine fiorentina che milita in Promozione creata qualche anno prima dagli stessi tifosi sulla base di un'idea di calcio popolare. Nel contempo il calciatore spagnolo entra a far parte della squadra di opinionisti di DAZN.
Nel mese di giugno 2022 annuncia il suo secondo ritiro dal calcio giocato, all'età di 37 anni.
Il 18 agosto 2022, sulla pagina ufficiale della squadra fiorentina, viene annunciato che l'esperienza del centrocampista spagnolo continuerà anche per la stagione successiva, seppur solo compatibilmente con i suoi impegni di opinionista. Da ottobre al martedì va in onda con Croquetas, il primo podcast di DAZN.
Nel mese di giugno 2023 annuncia definitivamente il suo ritiro dal calcio giocato, all'età di 38 anni.

### Nazionale
Dopo aver rappresentato la Spagna in varie squadre giovanili, tra cui l'Under-19 con cui segna il gol nella finale dell'Europeo di categoria del 2004 che permette alla sua squadra di battere la Turchia al 92', il 4 giugno del 2011 debutta nella nazionale maggiore in amichevole, contro gli Stati Uniti subentrando al 64º minuto, al posto di David Silva.
Nonostante i riconoscimenti ottenuti con la maglia della Fiorentina in campo italiano e internazionale, non riesce a essere più convocato nel corso degli anni tanto da dichiarare nel 2013 di non pensare più alla Nazionale anche se è sempre rimasta viva la speranza.
Nel 2015 ha dichiarato in un'intervista, dato che i criteri FIFA per la convocazione in nazionale non tengono conto delle partite giocate in amichevole, di aver avuto contatti negli anni precedenti con la FIGC per poter giocare, da oriundo, con l'Italia: nell'occasione ha ribadito però la sua volontà di vestire solo la maglia spagnola.

## Statistiche

### Presenze e reti nei club
| Stagione                | Squadra                 | Campionato              | Campionato | Campionato | Coppe nazionali | Coppe nazionali | Coppe nazionali | Coppe continentali | Coppe continentali | Coppe continentali | Altre coppe | Altre coppe | Altre coppe | Totale | Totale |
| Stagione                | Squadra                 | Comp                    | Pres       | Reti       | Comp            | Pres            | Reti            | Comp               | Pres               | Reti               | Comp        | Pres        | Reti        | Pres   | Reti   |
| ----------------------- | ----------------------- | ----------------------- | ---------- | ---------- | --------------- | --------------- | --------------- | ------------------ | ------------------ | ------------------ | ----------- | ----------- | ----------- | ------ | ------ |
| 2004-2005               | Real M. Castilla        | SDB                     | 1+4        | 0+1        | -               | -               | -               | -                  | -                  | -                  | -           | -           | -           | 5      | 1      |
| 2005-2006               | Real M. Castilla        | SD                      | 39         | 2          | -               | -               | -               | -                  | -                  | -                  | -           | -           | -           | 39     | 2      |
| 2006-2007               | Real M. Castilla        | SD                      | 37         | 2          | -               | -               | -               | -                  | -                  | -                  | -           | -           | -           | 37     | 2      |
| Totale Real M. Castilla | Totale Real M. Castilla | Totale Real M. Castilla | 81         | 5          |                 | -               | -               |                    | -                  | -                  |             | -           | -           | 81     | 5      |
| 2006-2007               | Real Madrid             | PD                      | 1          | 0          | CR              | 1               | 0               | UCL                | 1                  | 0                  | -           | -           | -           | 3      | 0      |
| 2007-2008               | Maiorca                 | PD                      | 34         | 4          | CR              | 6               | 0               | -                  | -                  | -                  | -           | -           | -           | 40     | 4      |
| 2008-2009               | West Bromwich           | PL                      | 30         | 0          | FACup+CdL       | 3+1             | 0               | -                  | -                  | -                  | -           | -           | -           | 34     | 0      |
| ago. 2009               | West Bromwich           | FLC                     | 1          | 0          | FACup+CdL       | 0+1             | 0               | -                  | -                  | -                  | -           | -           | -           | 2      | 0      |
| Totale West Bromwich    | Totale West Bromwich    | Totale West Bromwich    | 31         | 0          |                 | 5               | 0               |                    | -                  | -                  |             | -           | -           | 36     | 0      |
| 2009-2010               | Maiorca                 | PD                      | 33         | 5          | CR              | 5               | 0               | -                  | -                  | -                  | -           | -           | -           | 38     | 5      |
| Totale Maiorca          | Totale Maiorca          | Totale Maiorca          | 67         | 9          |                 | 11              | 0               |                    | -                  | -                  |             | -           | -           | 78     | 9      |
| 2010-2011               | Villarreal              | PD                      | 34         | 3          | CR              | 5               | 0               | UEL                | 14                 | 2                  | -           | -           | -           | 53     | 5      |
| 2011-2012               | Villarreal              | PD                      | 36         | 5          | CR              | 2               | 1               | UCL                | 5                  | 0                  | -           | -           | -           | 43     | 6      |
| Totale Villarreal       | Totale Villarreal       | Totale Villarreal       | 70         | 8          |                 | 7               | 1               |                    | 19                 | 2                  |             | -           | -           | 96     | 11     |
| 2012-2013               | Fiorentina              | A                       | 37         | 1          | CI              | 4               | 1               | -                  | -                  | -                  | -           | -           | -           | 41     | 2      |
| 2013-2014               | Fiorentina              | A                       | 32         | 6          | CI              | 4               | 0               | UEL                | 11                 | 1                  | -           | -           | -           | 47     | 7      |
| 2014-2015               | Fiorentina              | A                       | 28         | 2          | CI              | 3               | 0               | UEL                | 11                 | 0                  | -           | -           | -           | 42     | 2      |
| 2015-2016               | Fiorentina              | A                       | 37         | 4          | CI              | 0               | 0               | UEL                | 5                  | 0                  | -           | -           | -           | 42     | 4      |
| 2016-2017               | Fiorentina              | A                       | 32         | 1          | CI              | 2               | 0               | UEL                | 6                  | 1                  | -           | -           | -           | 40     | 2      |
| 2017-2018               | Inter                   | A                       | 36         | 2          | CI              | 1               | 0               | -                  | -                  | -                  | -           | -           | -           | 37     | 2      |
| 2018-2019               | Inter                   | A                       | 27         | 0          | CI              | 1               | 0               | UCL+UEL            | 6+4                | 0                  | -           | -           | -           | 38     | 0      |
| 2019-2020               | Inter                   | A                       | 19         | 2          | CI              | 1               | 1               | UCL+UEL            | 3+2                | 0                  | -           | -           | -           | 25     | 3      |
| Totale Inter            | Totale Inter            | Totale Inter            | 82         | 4          |                 | 3               | 1               |                    | 15                 | 0                  |             | -           | -           | 100    | 5      |
| 2020-2021               | Fiorentina              | A                       | 20         | 0          | CI              | 1               | 0               | -                  | -                  | -                  | -           | -           | -           | 21     | 0      |
| Totale Fiorentina       | Totale Fiorentina       | Totale Fiorentina       | 186        | 14         |                 | 14              | 1               |                    | 33                 | 2                  |             | -           | -           | 233    | 17     |
| 2021-2022               | C.S. Lebowski           | Prom.                   | 5          | 0          | CI-Dil.         | 2               | 0               | -                  | -                  | -                  | -           | -           | -           | 7      | 0      |
| 2022-2023               | C.S. Lebowski           | Prom.                   | 0          | 0          | CI-Dil.         | 0               | 0               | -                  | -                  | -                  | -           | -           | -           | 0      | 0      |
| Totale Lebowski         | Totale Lebowski         | Totale Lebowski         | 5          | 0          |                 | 2               | 0               |                    | -                  | -                  |             | -           | -           | 7      | 0      |
| Totale carriera         | Totale carriera         | Totale carriera         | 524        | 40         |                 | 41              | 3               |                    | 68                 | 4                  |             | -           | -           | 634    | 47     |

### Cronologia presenze e reti in nazionale
| Cronologia completa delle presenze e delle reti in nazionale ― Spagna | Cronologia completa delle presenze e delle reti in nazionale ― Spagna | Cronologia completa delle presenze e delle reti in nazionale ― Spagna | Cronologia completa delle presenze e delle reti in nazionale ― Spagna | Cronologia completa delle presenze e delle reti in nazionale ― Spagna | Cronologia completa delle presenze e delle reti in nazionale ― Spagna | Cronologia completa delle presenze e delle reti in nazionale ― Spagna | Cronologia completa delle presenze e delle reti in nazionale ― Spagna |
| Data                                                                  | Città                                                                 | In casa                                                               | Risultato                                                             | Ospiti                                                                | Competizione                                                          | Reti                                                                  | Note                                                                  |
| --------------------------------------------------------------------- | --------------------------------------------------------------------- | --------------------------------------------------------------------- | --------------------------------------------------------------------- | --------------------------------------------------------------------- | --------------------------------------------------------------------- | --------------------------------------------------------------------- | --------------------------------------------------------------------- |
| 4-6-2011                                                              | Foxborough                                                            | Stati Uniti                                                           | 0 – 4                                                                 | Spagna                                                                | Amichevole                                                            | -                                                                     | 64’                                                                   |
| Totale                                                                |                                                                       | Presenze                                                              | 1                                                                     |                                                                       | Reti                                                                  | 0                                                                     |                                                                       |

## Palmarès

### Club
- Campionato spagnolo: 1

Real Madrid: 2006-2007

### Nazionale
- Campionato d'Europa Under-19: 1

Svizzera 2004

### Individuale
- Premio Don Balón: 1

Miglior calciatore spagnolo dell'anno 2009-2010
- Gran Galà del calcio AIC: 1

Squadra dell'anno: 2013
- Squadra della stagione della UEFA Europa League: 2

2013-2014, 2014-2015